# Keliximab
Keliximab là một kháng thể đơn dòng để điều trị hen suyễn mãn tính nặng. Nó ức chế phản ứng miễn dịch bằng cách liên kết với các tế bào bạch cầu thông qua protein CD4. Thuốc là một kháng thể chimeric từ Macaca irus và Homo sapiens.